# Dunlewy
Dunlewy (iriska: Dún Lúiche) är en ort i republiken Irland.   Den ligger i grevskapet County Donegal och provinsen Ulster, i den norra delen av landet, 220 km nordväst om huvudstaden Dublin. Dunlewy ligger 111 meter över havet och antalet invånare är 3 400.
Terrängen runt Dunlewy är huvudsakligen lite kuperad. Dunlewy ligger nere i en dal.Runt Dunlewy är det mycket glesbefolkat, med 4 invånare per kvadratkilometer. Närmaste större samhälle är Gweedore, 9,2 km väster om Dunlewy. Trakten runt Dunlewy består i huvudsak av gräsmarker.

## Bildgalleri

Dún Lúiche - Dunlewey
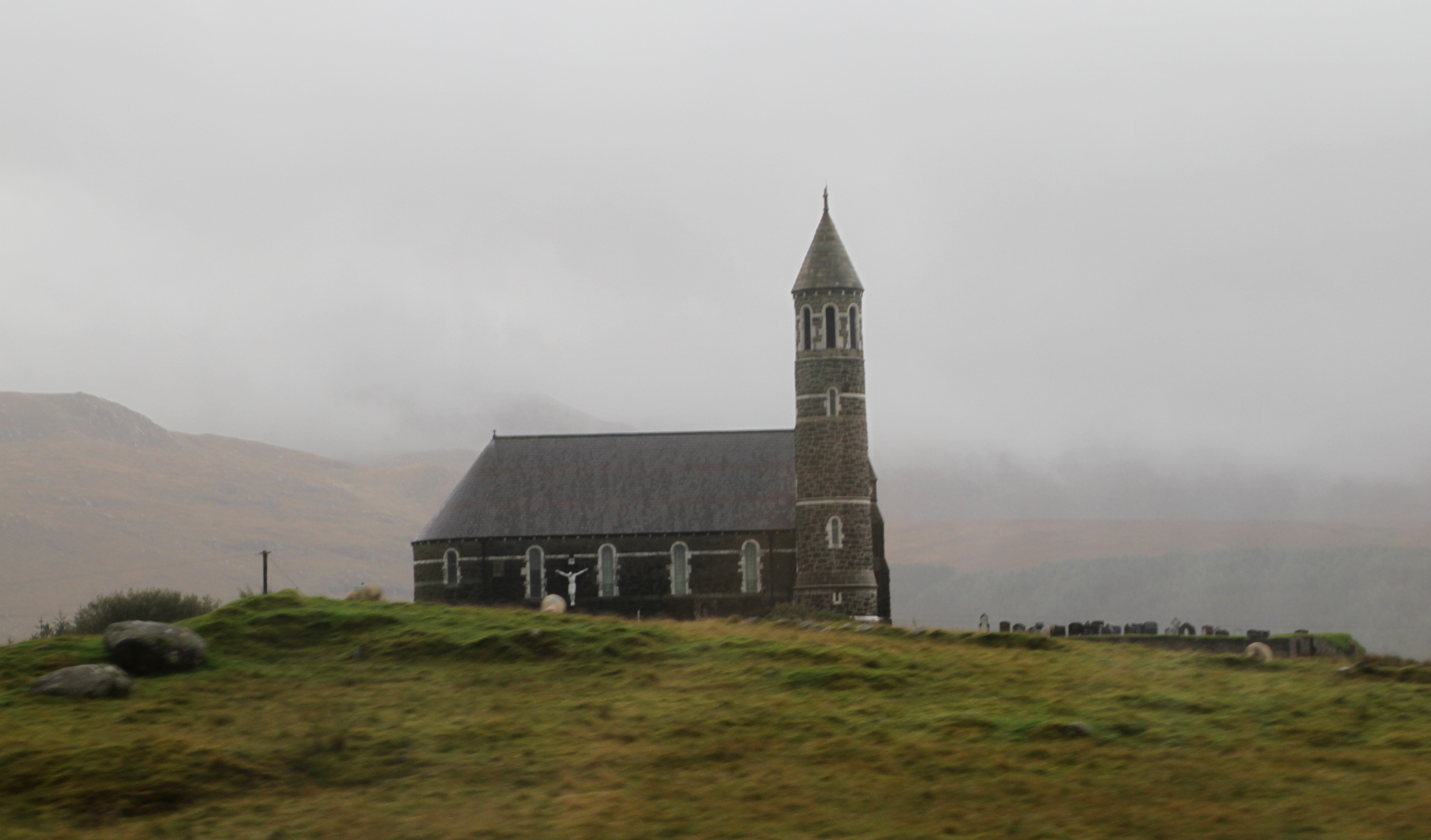
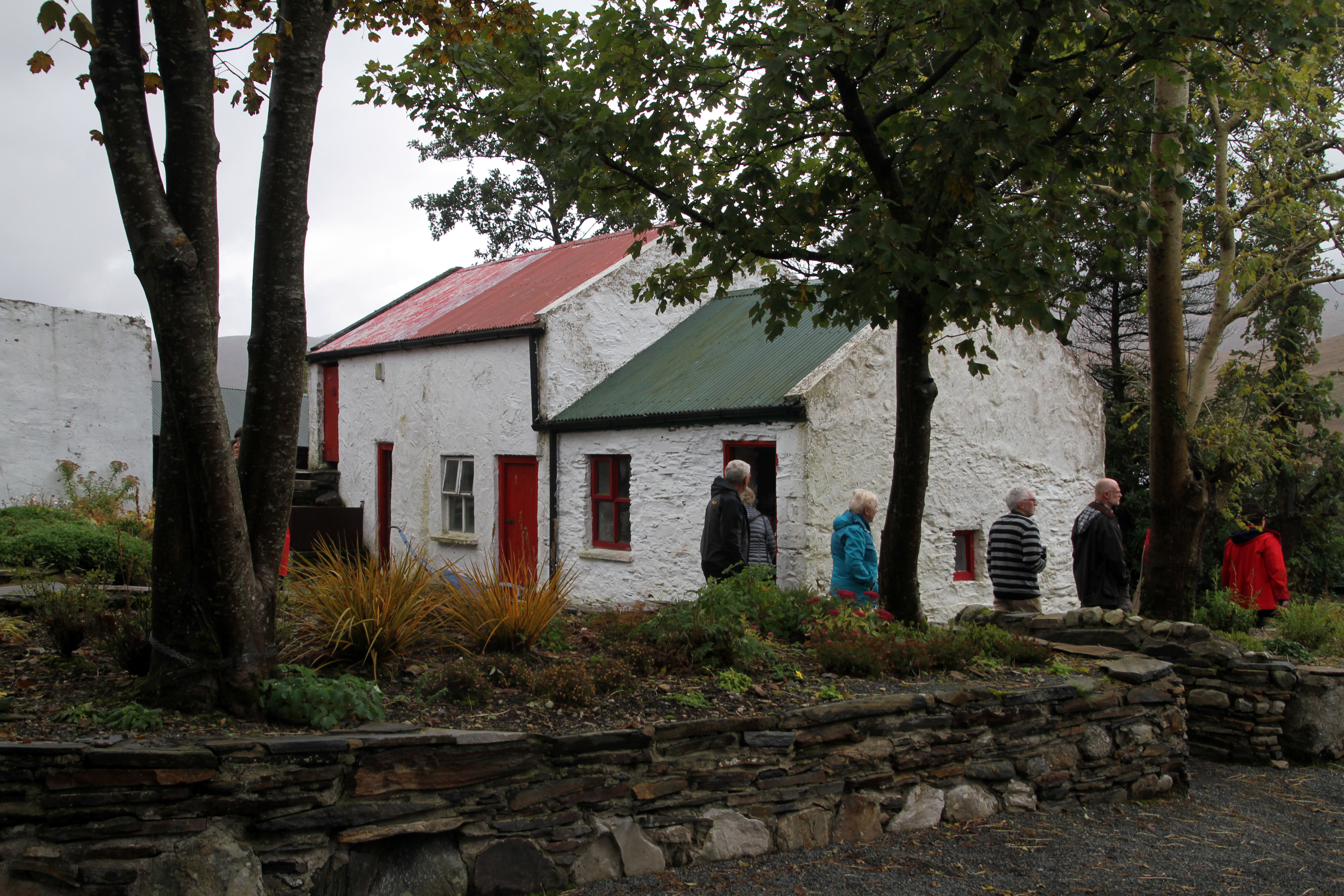
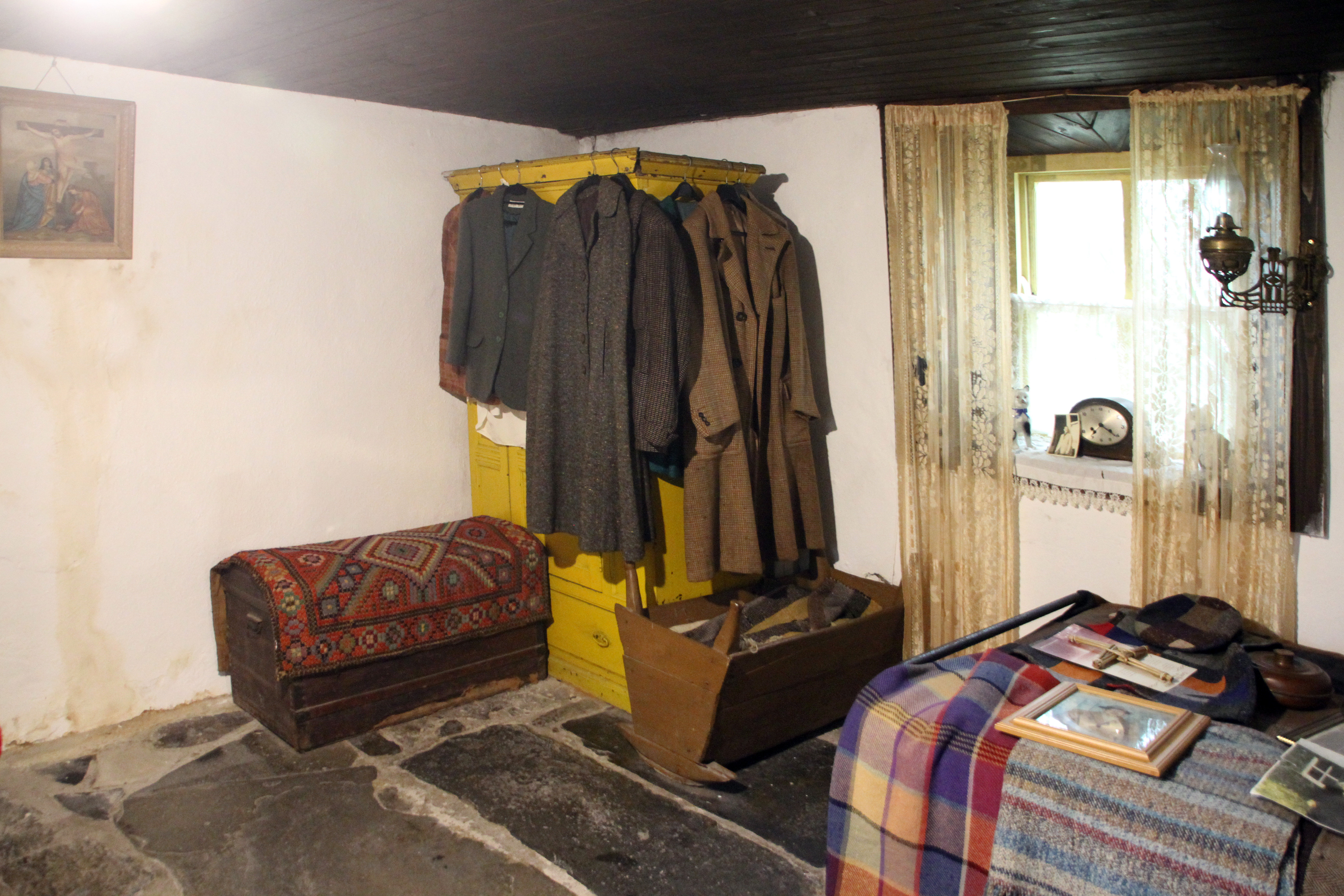
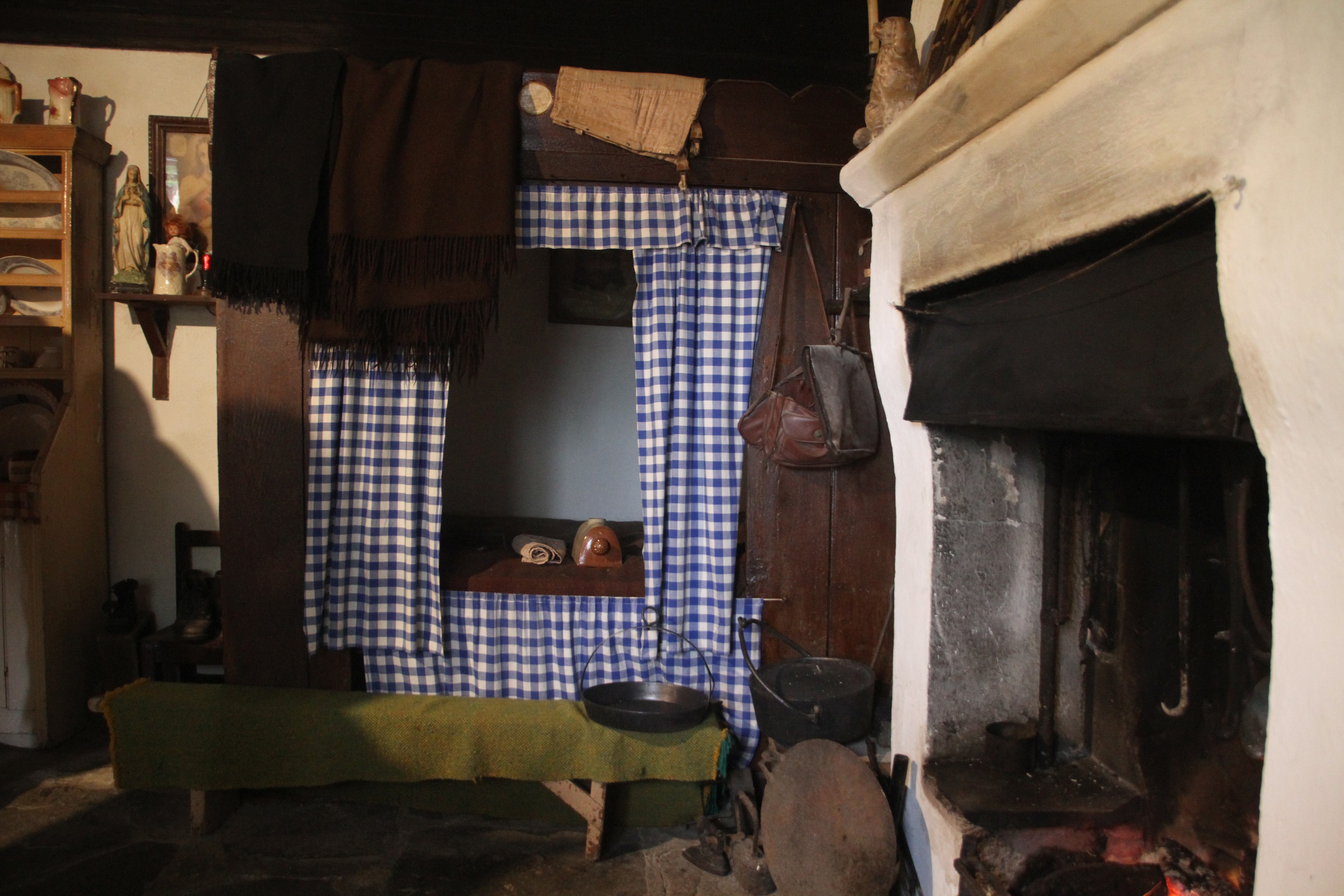
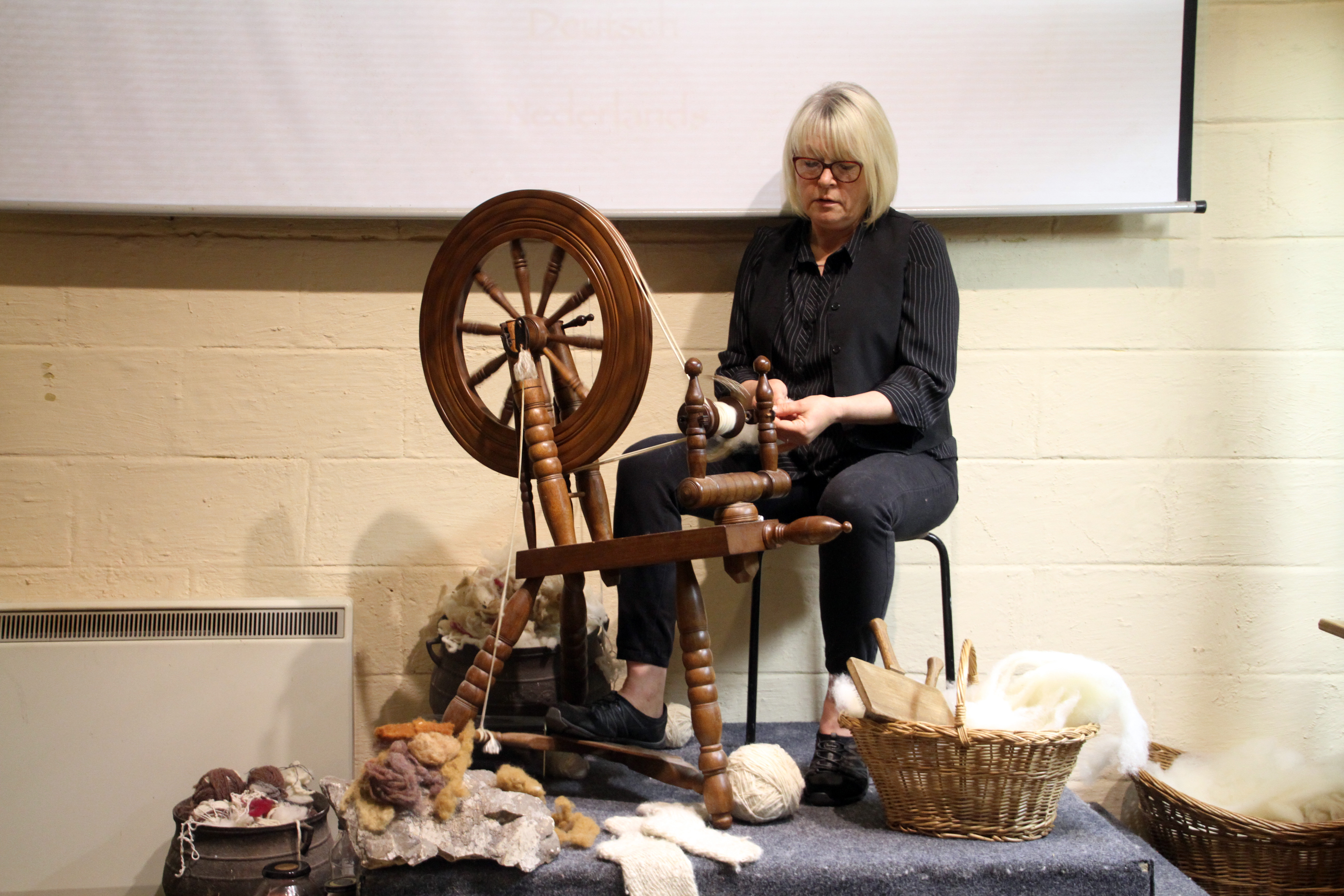
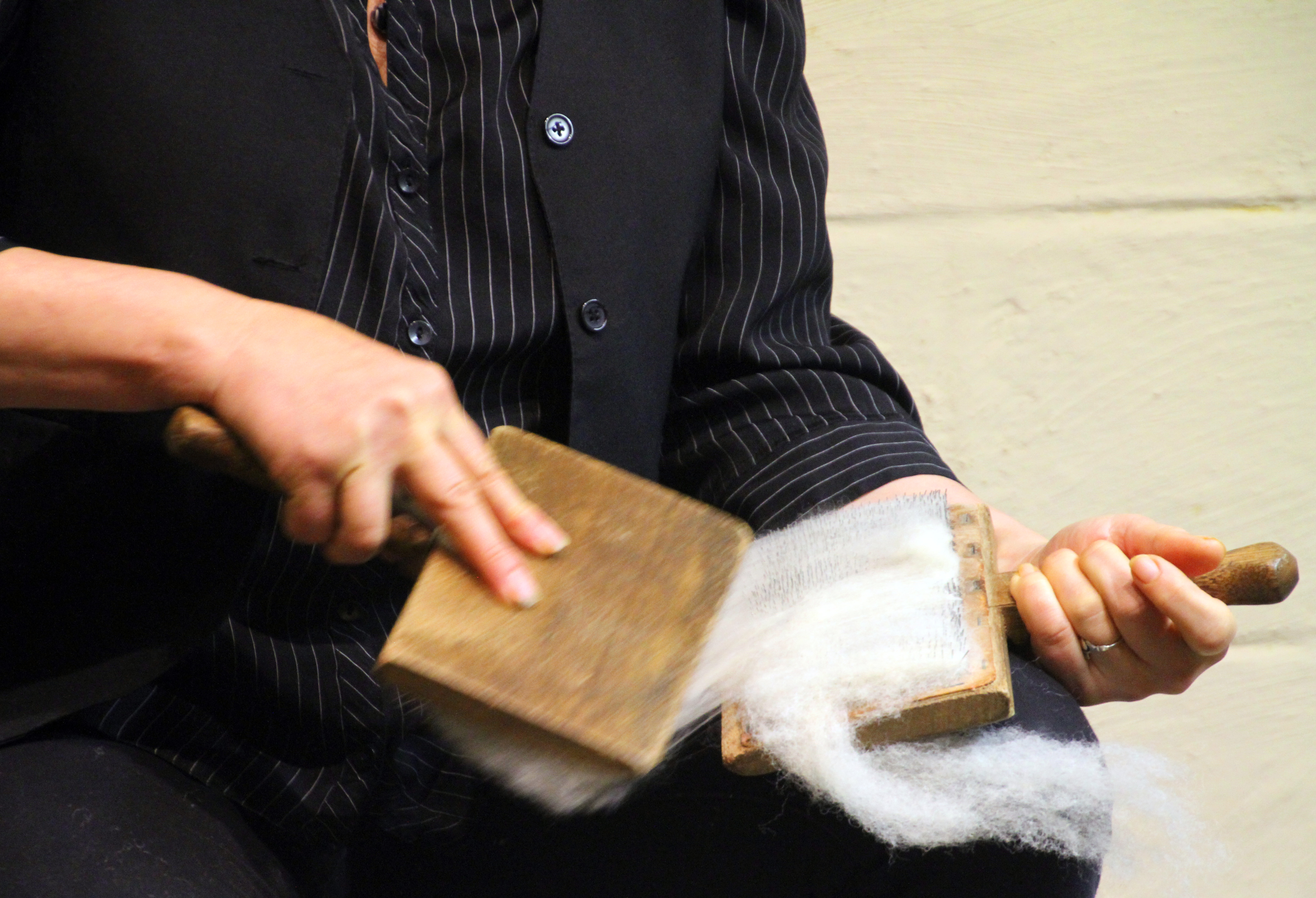
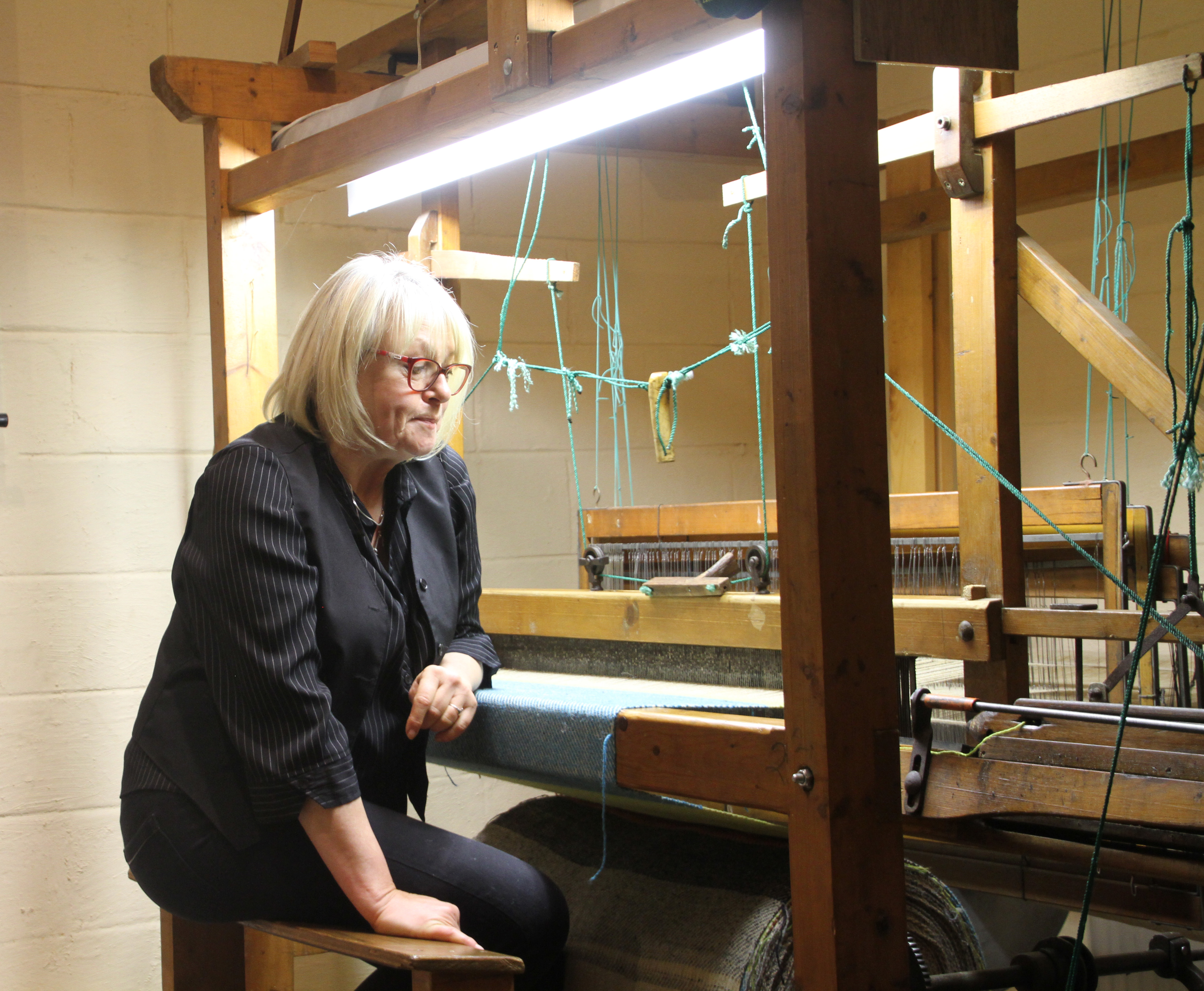
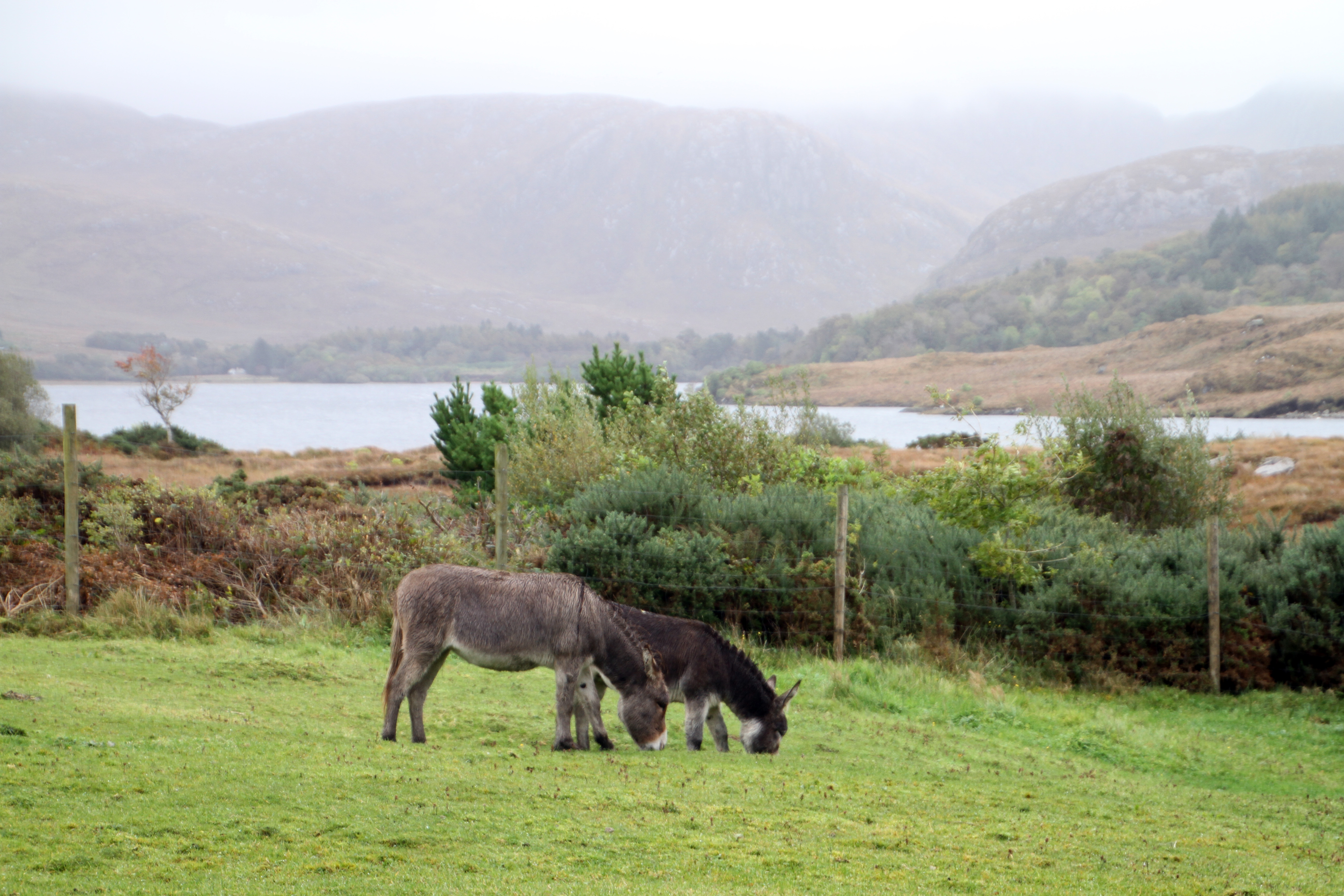
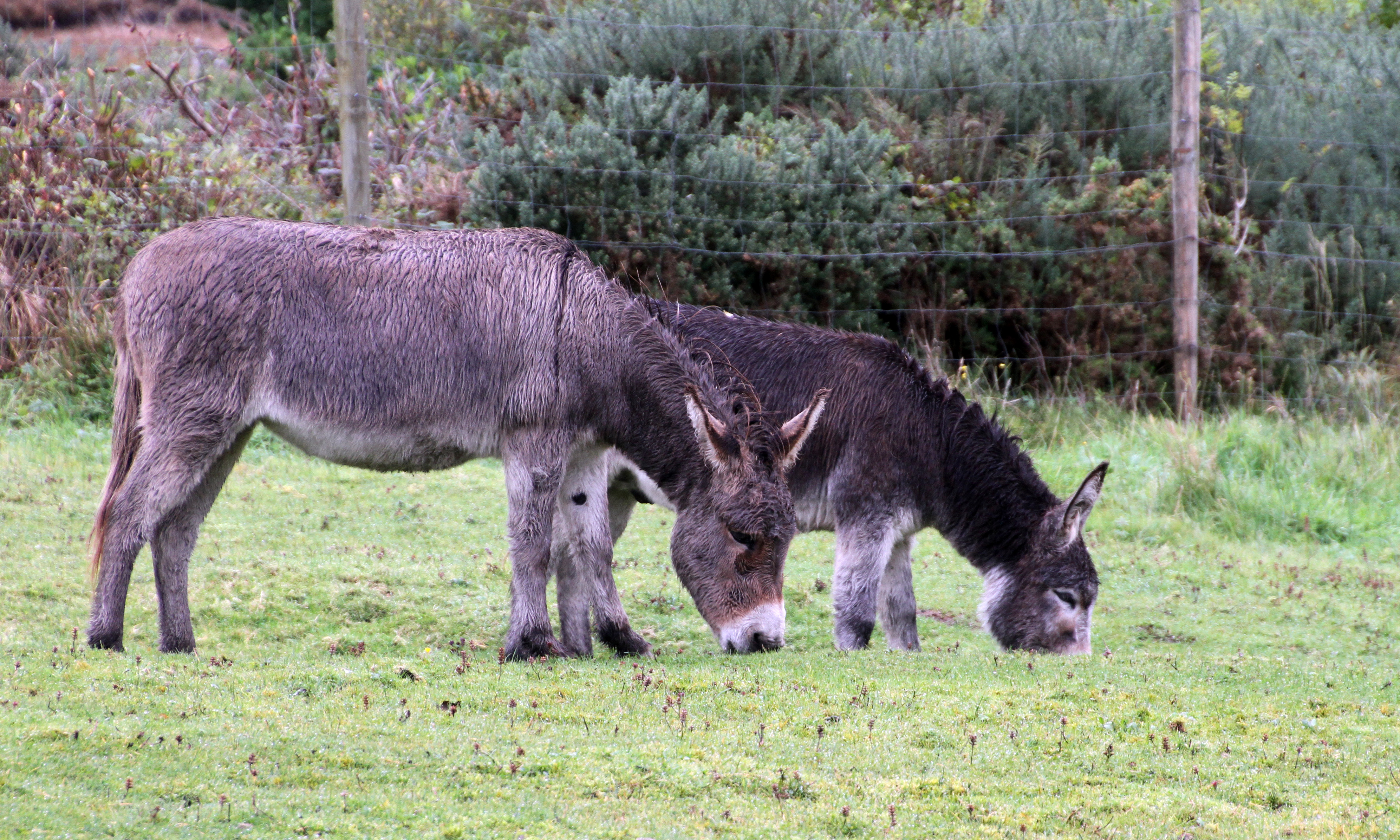